# Bufo ailaoanus
Bufo ailaoanus és una espècie d'amfibi de la família de Bufonidae. És endèmica de la Xina. La granota va ser descrita per primer cop en 1984 i és difícil de trobar. Els seus hàbitats naturals inclouen boscos de bambú i rierols com també boscos de fulla ampla. És un amfibi terrestre i d'aigua dolça. No hi ha cap amenaça significativa per a la supervivència d'aquesta espècie.

## Distribució
Aquesta espècie és endèmica de xian de Shuangbai a la província du Yunnan a la Xina. Es pot trobar a 2550 i 2600 m d'altitud en les monts Ailao.